# Helmdak

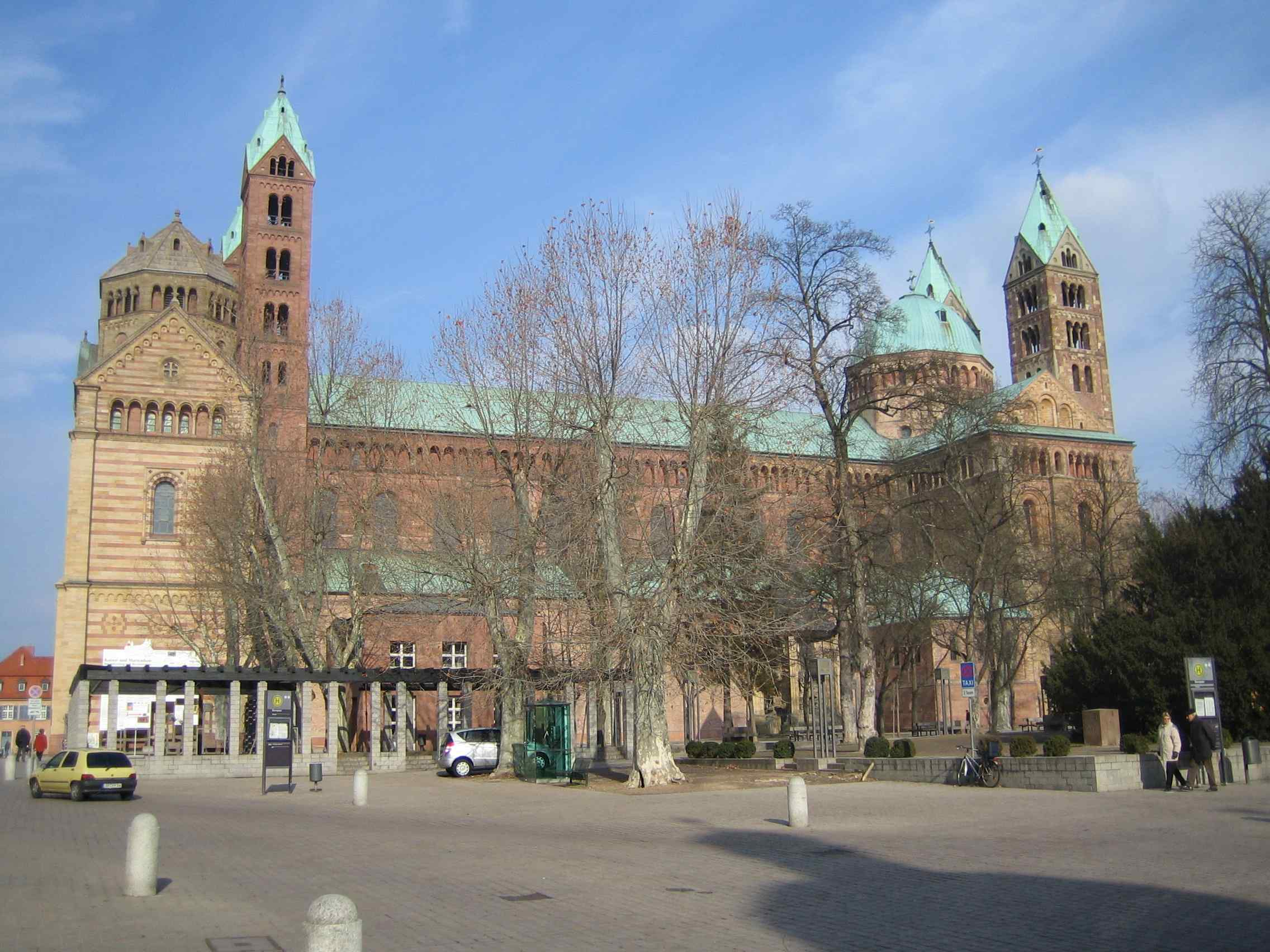
De Dom van Speyer toont allerlei dakvormen:
· Zadeldaken op het barokke westwerk, het schip en de zijbeuken
· Achtkante spits op de westelijke toren (links op de foto)
· Helmdak op de oostelijke toren (hier moeilijk te zien)
· Achtkantige spitsen tussen vier topgevels op de vier slanke torens
· Schilddak op het lage oostelijke gebouw

Een helmdak is een vier- of meerhoekig dak waarvan de zijden gebogen vlakken vormen en waarbij, in tegenstelling tot een zadeldak, alle muren bekroond worden door dakvlakken.  Als zodanig ziet men helmdaken vooral in de functie van torenspits. Een helmdak met veel dakvlakken zal al gauw als koepeldak bestempeld worden, zie bijvoorbeeld de Kathedraal van Florence. Een daktype dat ook sterk op een helmdak kan lijken, vooral bij torens, is het mansardedak.
Vooral in de Barokarchitectuur werden torens van burgerlijke en religieuze gebouwen, zoals kastelen en kerken, vaak van een helmdak voorzien, dat dan gewoonlijk met leien bedekt is. Een typerende toepassing van het helmdak is daarnaast te vinden bij vele klokkenstoelen in Friesland en elders. Deze hebben vaak een houten helmdak.

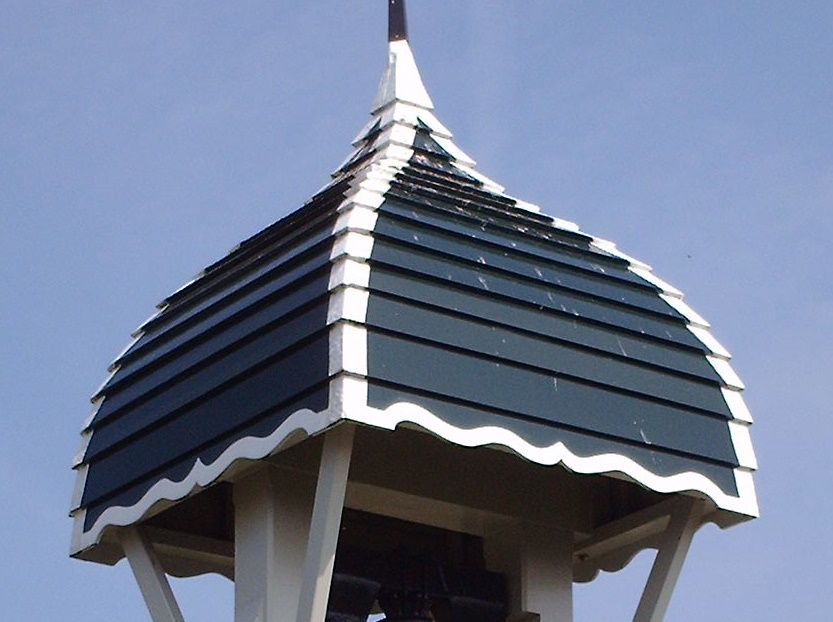
Helmdak op een klokkenstoel in de Friese plaats Legemeer
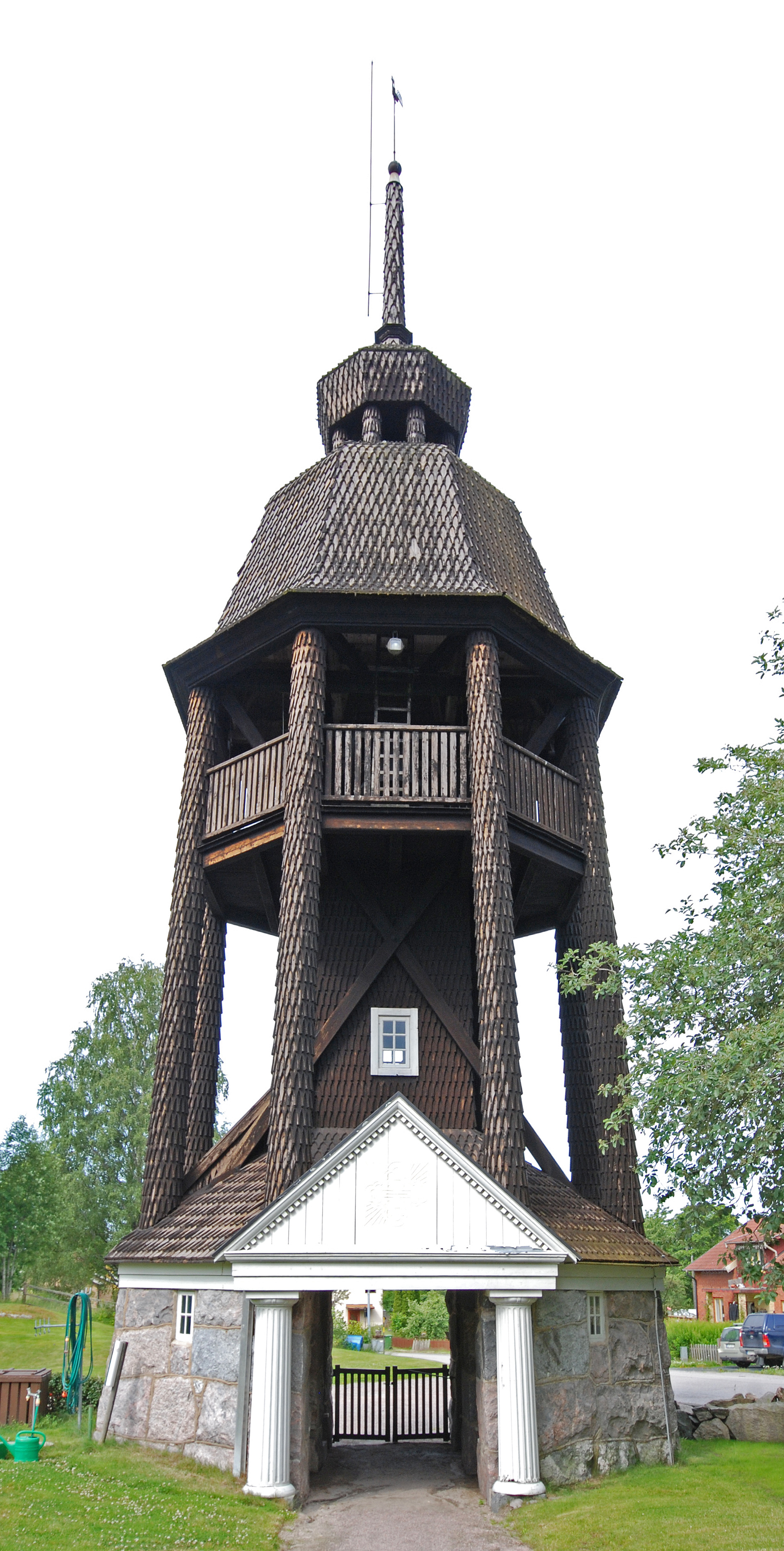
Onder deze hoek gezien lijkt de klokkenstoel van Västermo kyrka (kerk van Västermo) een mansardedak te hebben
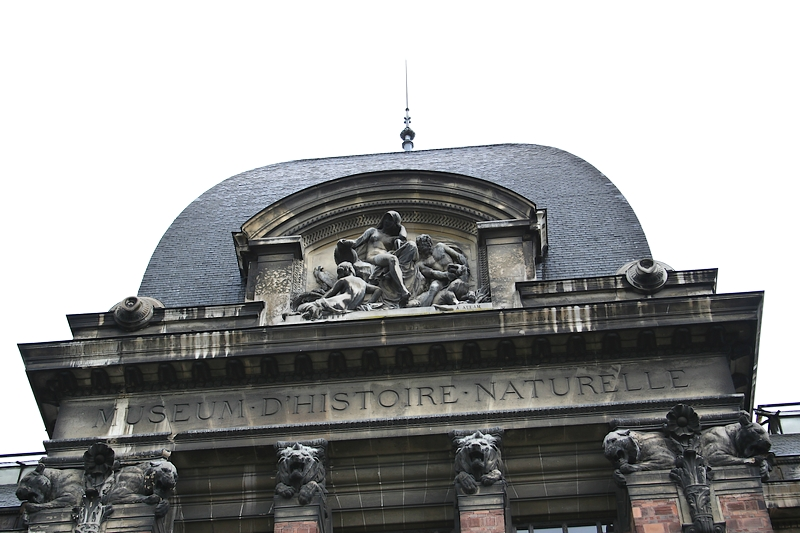
Jardin des Plantes, Gallerie de Paléontologie et d'Anatomie comparée, Parijs
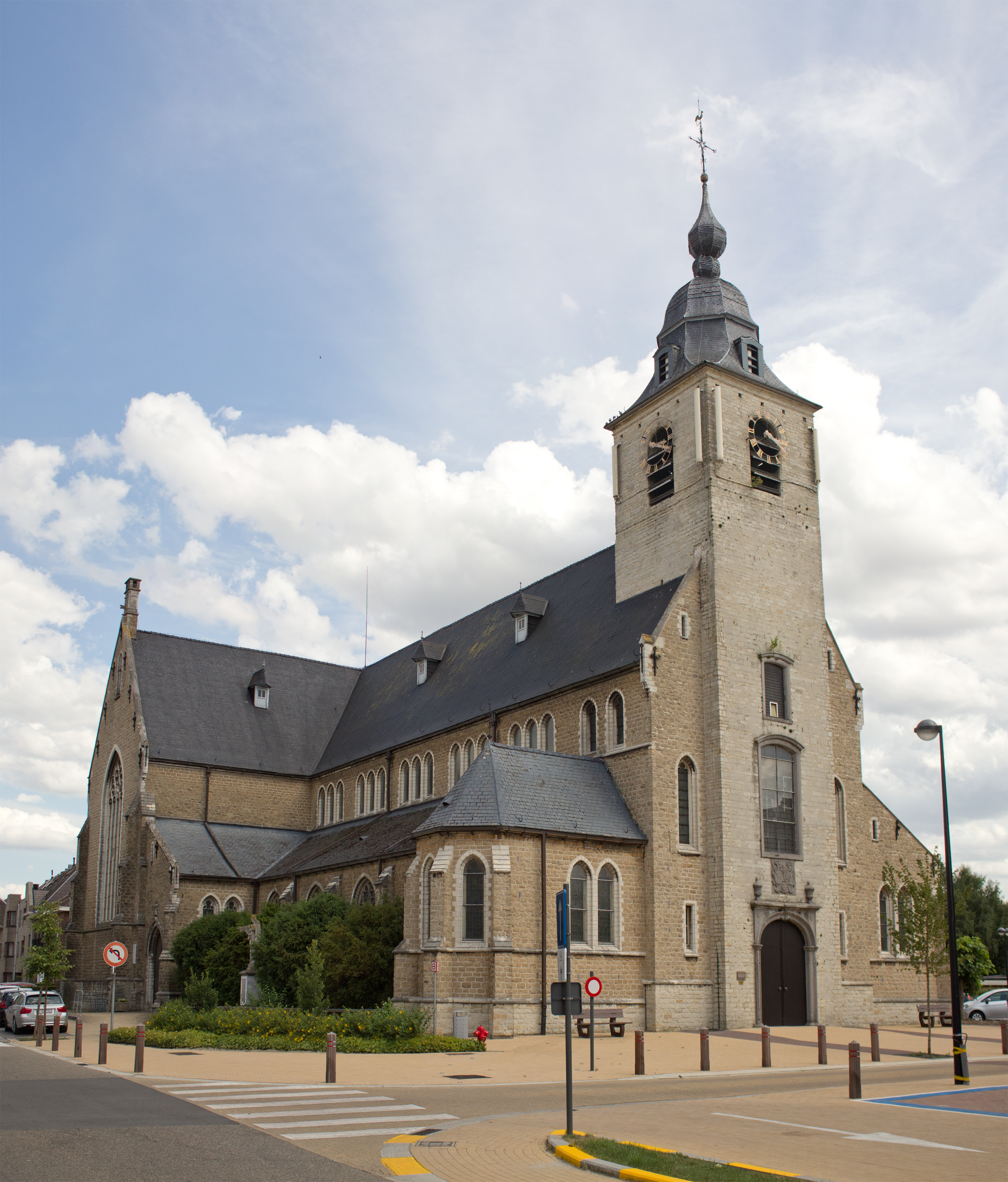
Onze-Lieve-Vrouwekerk (Kortenberg), Vlaams-Brabant
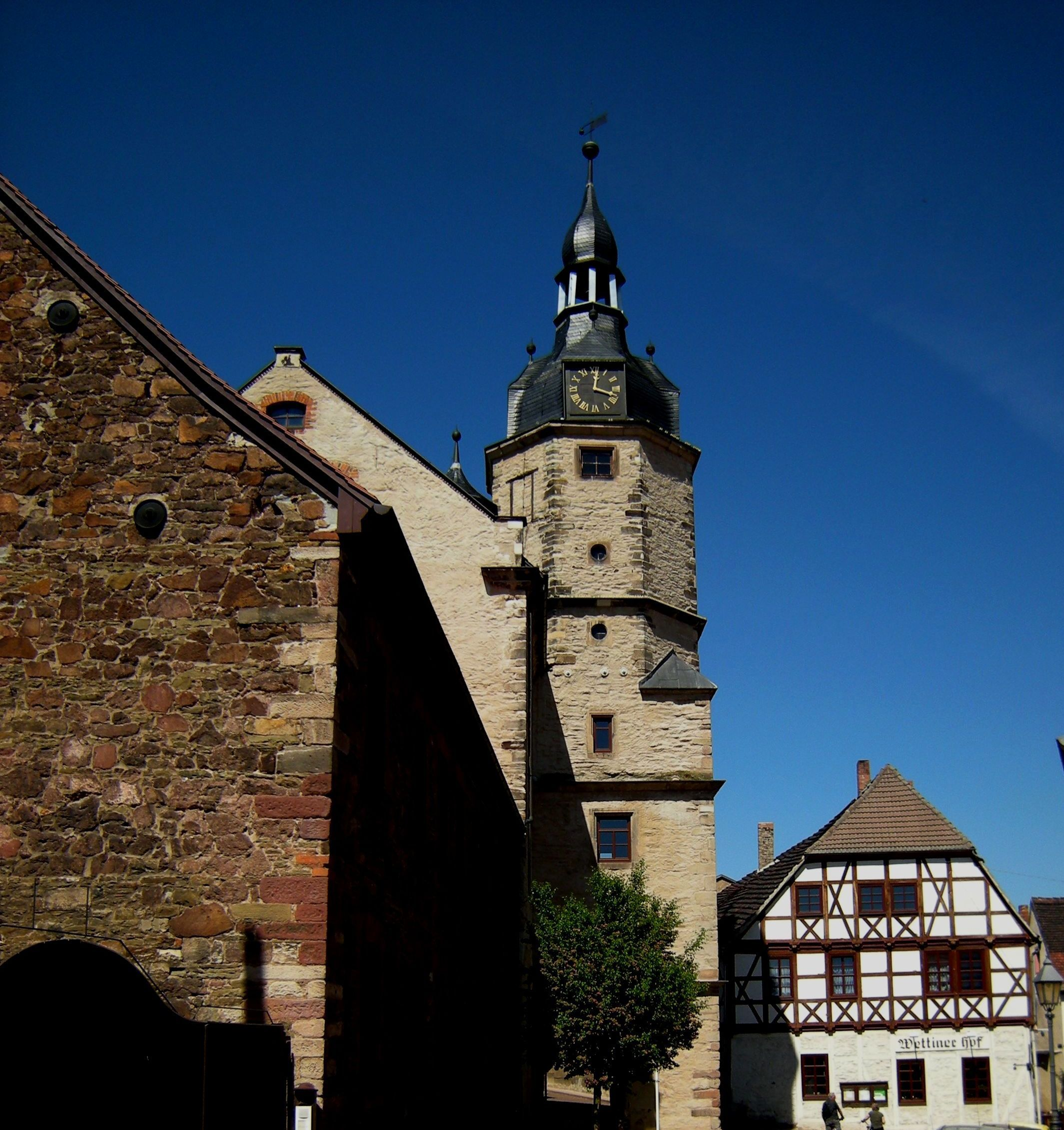
Toren op het raadhuis van Wettin
Kathedraal van Florence: koepel
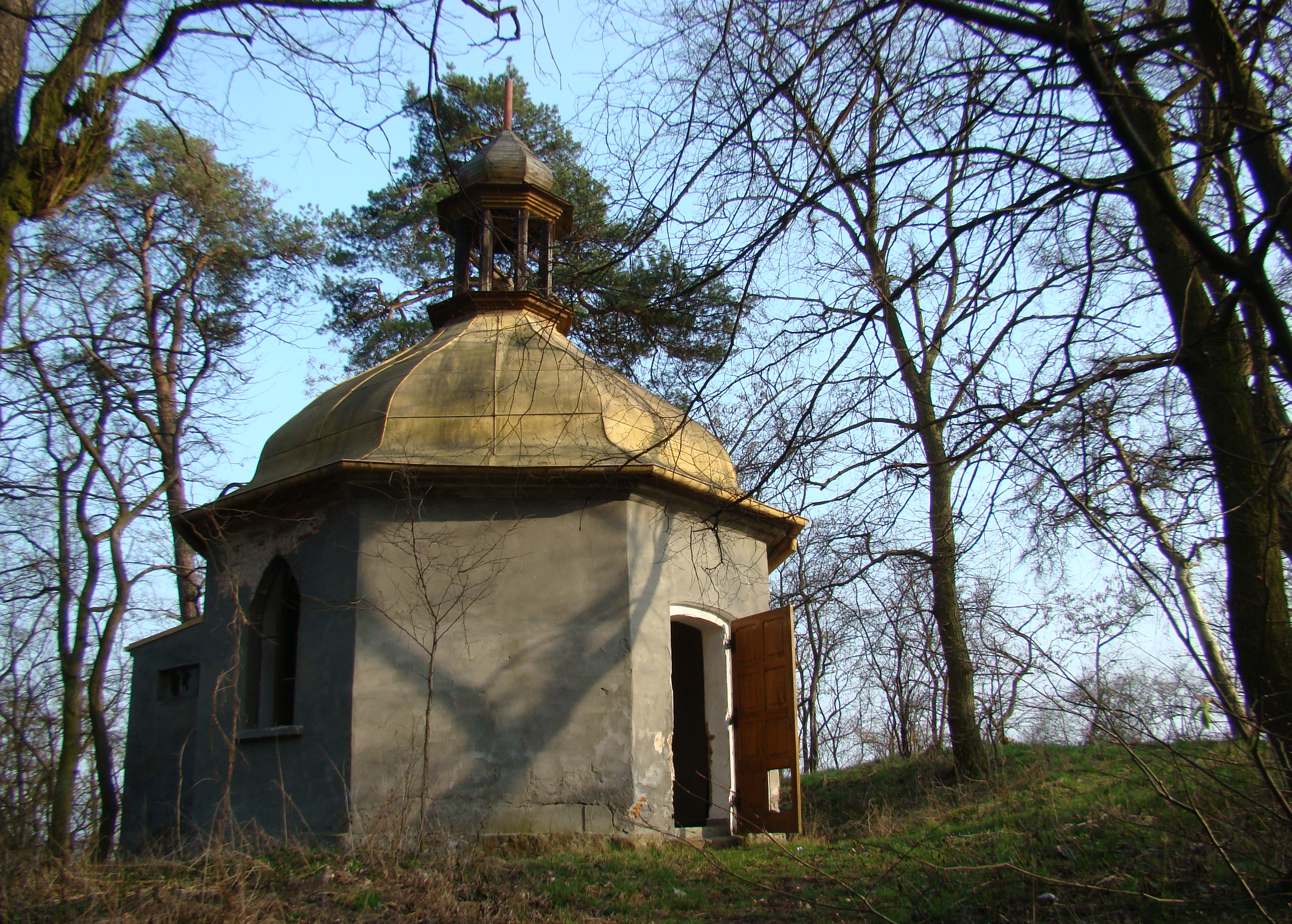
Kapel van een havezate in Chełmno nad Nerem, Polen
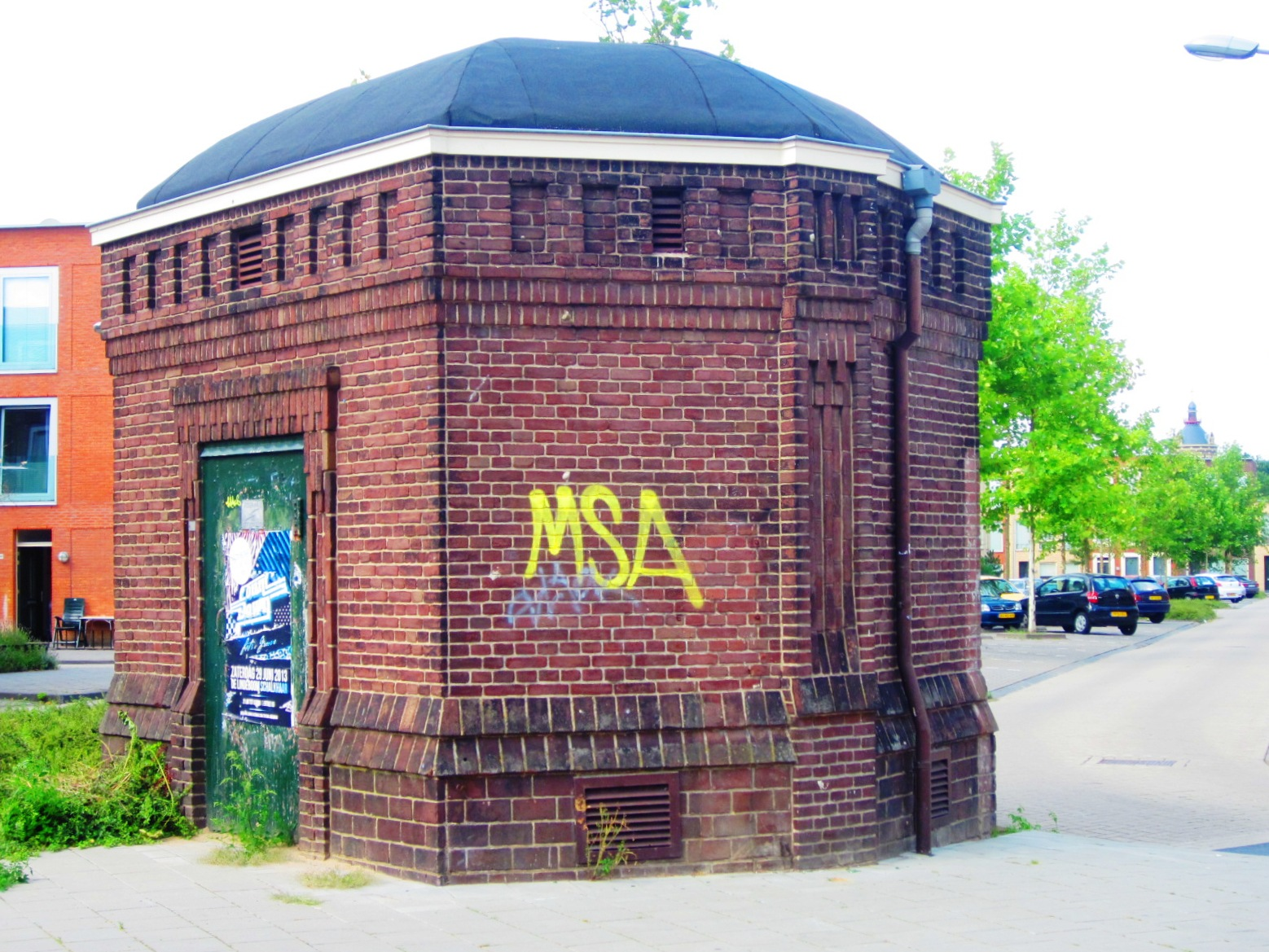
Transformatorhuisje in Deventer